# Drenovec (Horvátország)
Drenovec falu Horvátországban, Varasd megyében. Közigazgatásilag Varasdfürdőhöz tartozik.

## Fekvése
Varasdtól 18 km-re, községközpontjától 8 km-re délkeletre, a Kemléki-hegység északi völgyében fekszik. A falun a Drenovec-patak, a Bednja jobb oldali mellékvize folyik keresztül. 

## Története
A település a 15. században a veliki kalniki uradalomhoz tartozott. A 16. században a falu és környéke a horvát védelmi rendszer része volt és a harcokban a közeli Leskovec, Svibovec és Jalševec falvakkal együtt elpusztult. A török veszély elmúltával a török elől korábban elmenekültekkel és elszegényedett kisnemesekkel telepítették be újra. Ekkor telepedtek meg itt a falu ma is meghatározó családjai, köztük a Horvat, Škrlec, Katalenić, Koos és Huzjak családok. 1728-ban határában a káptalan birtokán szénbánya működött, melyre ma is emlékeztetnek a település földrajzi nevei. 
A Kemléki-hegység nagy kiterjedésű erdeinek hasznosítására 1884-ben Antun Bačić bérbe vette a területet a káptalantól és felépítette a gőzfűrész üzemet, valamint az első hajlított karfájú és hátú székeket gyártó asztalosüzemet, melyet 1886-ban Varasdra költöztetett át. 1891-ben az asztalosüzemet eladta, de a fűrészüzem egészen 1902-ig működött. 1929-ben a Neumann Társaság költöztette ide Popovačról fűrésztelepét, ez 1938-ig üzemelt. A cég ezen kívül egy drótkötélpályát is épített, mely a faárut a Veliki-hegyen és a Drenoveci-dombon át a novi marofi vasútállomásra szállította. Az üzem farönköket, vasúti talpfákat és a faszén gyártáshoz szükséges fűrészárut állított elő. 
Drenovec egyházilag a sviboveci Háromkirályok plébániához tartozott. 1857-ben 514, 1910-ben 737 lakosa volt. 
1920-ig  Varasd vármegye Novi Marofi járásához tartozott, majd a Szerb-Horvát Királyság része lett. 2001-ben a falunak 136 háza és 459 lakosa volt. 

## Nevezetességei
Népi építésű présházak.

## Külső hivatkozások
- Varasdfürdő hivatalos oldala
- Varasd megye kulturális emlékei[halott link]